# 안양 일소리
안양 일소리는 대한민국 경기도 안양시 지역에서 일을 할 때 부르는 노래이다. 2019년 12월 9일 안양시의 향토문화재 제7호로 지정되었다.

## 지정 사유
안양 일 소리는 안양 지역에서 일을 할 때 부르는 노래로, 채석장 일 소리는 수동 채석장 등에서 불렸던 향토성을 갖고 있고, 논농사 소리는 경기 지역 소리의 특징을 간직하고 있어 안양시 향토문화재로 지정한다.
안양 일 소리의 세부 종목은 '가. 채석장 일소리', '나. 논농사 소리', '다. 집짓는 소리', '라. 집안일 소리'이다.
전승의지와 능력을 고려하여 '안양소리보존회'를 안양 일소리 보유단체로 지정한다.

## 각주

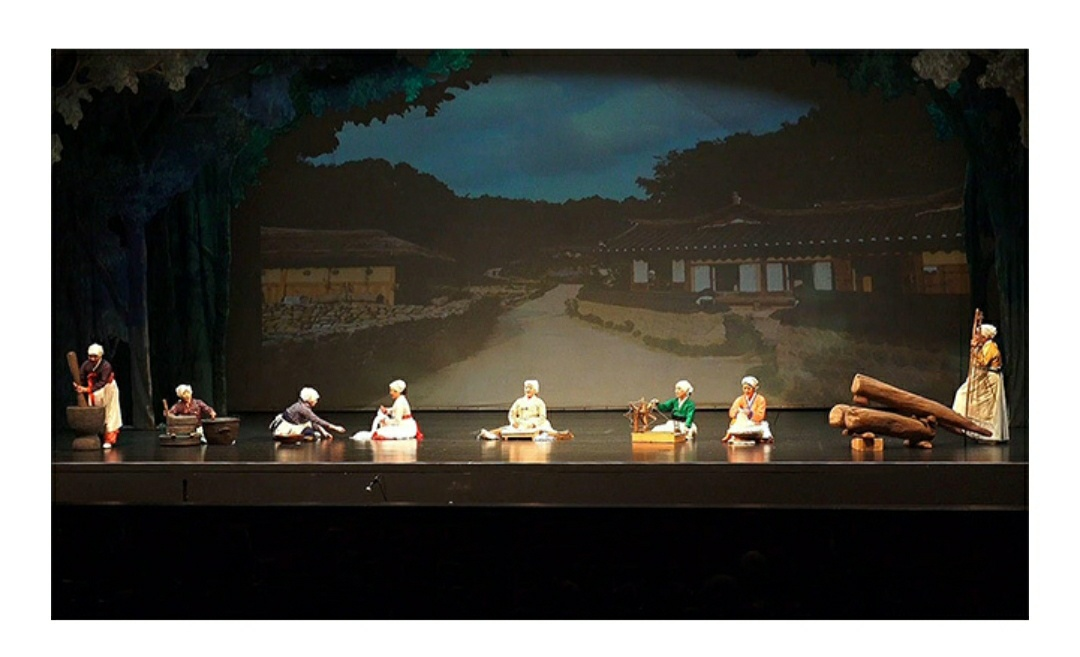
안양일소리 공연중